# بناکتیزین
بناکتیزین (انگلیسی: Benactyzine) نوعی داروی آنتی‌کولینرژیک است که قبلاً برای درمان افسردگی و اضطراب استفاده میشد و به دلیل اثربخشی نامطلوب از بازار حمع‌آوری گردید.